# Jason Wilcox
Jason Malcolm Wilcox (født 15. marts 1971 i Bolton, England) er en engelsk tidligere fodboldspiller (kantspiller). 
Wilcox spillede ti sæsoner hos Blackburn Rovers, og nåede 271 kampe i den bedste engelske liga. Han var med til at vinde det engelske mesterskab med klubben i 1995. Han spillede efterfølgende fem sæsoner hos Leeds United, inden han sluttede karrieren af med kortere ophold hos Leicester City og Blackpool.
Wilcox optrådte desuden tre gange for Englands landshold. Han debuterede for holdet 18. maj 1996 i en venskabskamp mod Ungarn.

## Titler
Premier League
- 1995 med Blackburn Rovers